# Хэцюй
Хэцю́й (кит. упр. 河曲, пиньинь Héqǔ, буквально: «изгиб реки») — уезд городского округа Синьчжоу провинции Шаньси (КНР).

## История
При империи Сун в 1067 году был создан уезд Хошань (火山县), но в 1071 году он был ликвидирован.
При империи Цзинь в 1153 году был создан уезд Хэцюй. При правлении монголов в 1265 году уезд был расформирован, но при империи Мин в 1369 году создан вновь.
В 1949 году был образован Специальный район Синсянь (兴县专区), и уезд вошёл в его состав. В 1952 году Специальный район Синсянь был расформирован, и уезд перешёл в состав Специального района Синьсянь (忻县专区). В 1958 году Специальный район Синьсянь и Специальный район Ябэй (雁北专区) были объединены в Специальный район Цзиньбэй (晋北专区); при этом к уезду Хэцюй были присоединены уезды Пяньгуань и Баодэ. В 1961 году Специальный район Цзиньбэй был вновь разделён на Специальный район Ябэй и Специальный район Синьсянь, и уезд снова оказался в составе Специального района Синьсянь; при этом уезды Пяньгуань и Баодэ были восстановлены в своих первоначальных границах.
В 1967 году Специальный район Синьсянь был переименован в Округ Синьсянь (忻县地区). В 1983 году Округ Синьсянь был переименован в Округ Синьчжоу (忻州地区).
В 2000 году постановлением Госсовета КНР были расформированы округ Синьчжоу и городской уезд Синьчжоу, и создан городской округ Синьчжоу.

## Административное деление
Уезд делится на 4 посёлка и 9 волостей.